# Periclimenes amethysteus
Il gamberetto dell'attinia (Periclimenes amethysteus (Risso, 1827)) è una specie di gambero della famiglia Palaemonidae.

## Descrizione
Corpo trasparente con bande viola sull'addome; la colorazione è comunque molto variabile a seconda dell'età, con tinte più accese negli individui adulti. Fino a 3 millimetri.

## Distribuzione e habitat
È diffuso nel mar Mediterraneo (mar Egeo, mare Adriatico) e nell'oceano Atlantico orientale, fino a 80 metri di profondità.

## Biologia
Vive associato alle attinie Anemonia viridis, Aiptasia mutabilis, Cereus pedunculatus e Cribrinopsis crassa.